# Tatjana Kotova
Tatjana Nikolaejvna Kotova (russisk: Татьяна Николаевна Котова, tr. Tatjana Nikolajevna Kotova; født 3. september 1985 i Rostov ved Don) er en russisk skønhedsdronning, vinder af Miss Rusland 2006 og deltog i Miss World og Miss Universe i 2007. Hun har en universitetsgrad i økonomi og krisestyring.
I marts 2008 indgik hun som sangerinde i den populære russiske-ukrainske popgruppe Nu Virgos.